# Oracle Arena
Oracle Arena – dawniej Oakland Coliseum Arena, hala sportowa w Oakland w stanie Kalifornia (USA), została otwarta w 1966 roku. Występował w niej między innymi klub koszykarski Golden State Warriors. 27 kwietnia 1969 roku wystąpił tu Jimi Hendrix.